# في زمن الفراشات (رواية)
في زمن الفراشات هي رواية خيالية تاريخية بقلم خوليا ألفاريز، تروي قصة خيالية عن الأخوات ميرابال خلال فترة دكتاتورية رافائيل تروخيو في جمهورية الدومينيكان. نُشرت الرواية لأول مرة في عام 1994، وحولت إلى فيلم روائي طويل في عام 2001.

## الارتباط بالأحداث التاريخية
نشأت الفكرة وراء رواية "في زمن الفراشات" في الستينيات عندما كانت الكاتبة جوليا ألفاريز في جمهورية الدومينيكان. قُتلت الأخوات ميرابال بعد ثلاثة أشهر فقط من تورط والدهنَّ في العمل السري ضد رافائيل تروخيو.